# Alvis Speed 20
Der Alvis Speed 20 war ein PKW, den Alvis von 1932 bis 1936 fertigte. Es gab vier aufeinanderfolgende Generationen, SA bis SD.

## Modelle

### Speed 20 SA
Der Motor des Speed 20, ein Sechszylinder-Reihenmotor mit hängenden Ventilen, war eine stark modifizierte Version des in den vor dieser Zeit im Modell Silver Eagle verwendeten. Er hatte einen Hubraum von 2511 cm³ (Bohrung × Hub = 73 mm × 100 mm) und leistete 87 bhp (64 kW) bei 4000/min. Er wurde von drei SU-Vergasern mit Gemisch versorgt. Das Fahrgestell des Wagens hatte einen komplett neu entwickelten Niederrahmen, dessen Längsträger sowohl die Vorder- als auch die Hinterachse in Bögen überspannten. Der Wagen verfügte über eine Zentralschmierung, die Öl in einem Netz von Leitungen zu allen bewegten Teilen des Fahrwerks führte. Vorder- und Hinterräder waren an Starrachsen befestigt, die an halbelliptischen Längsblattfedern aufgehängt waren. Der Radstand betrug 3124 mm, die Spurweite 1422 mm. Die mechanisch betätigten Trommelbremsen an allen vier Rädern hatten einen Durchmesser von 356 mm. Das manuelle Vierganggetriebe war mit dem Motor verblockt.
Für den Speed 20 gab es eine Reihe unterschiedlicher Aufbauten mit 4229 mm Längen und 1651 mm Breite. Häufig sah man viertürige Limousinen von den Karosserieherstellern Charlesworth und Mayfair oder viertürige Tourenwagen von Cross and Ellis, aber einige Fahrgestelle wurden auch ohne Aufbau ausgeliefert und dann auf Kundenwunsch, z. B. vom Karosseriebauer Vanden Plas, mit Aufbauten, wie einem Cabriolet, versehen. Die Höchstgeschwindigkeit lag bei 142,6 km/h.
Insgesamt entstanden in den Jahren 1932 und 1933 etwa 400 Speed 20 SA.

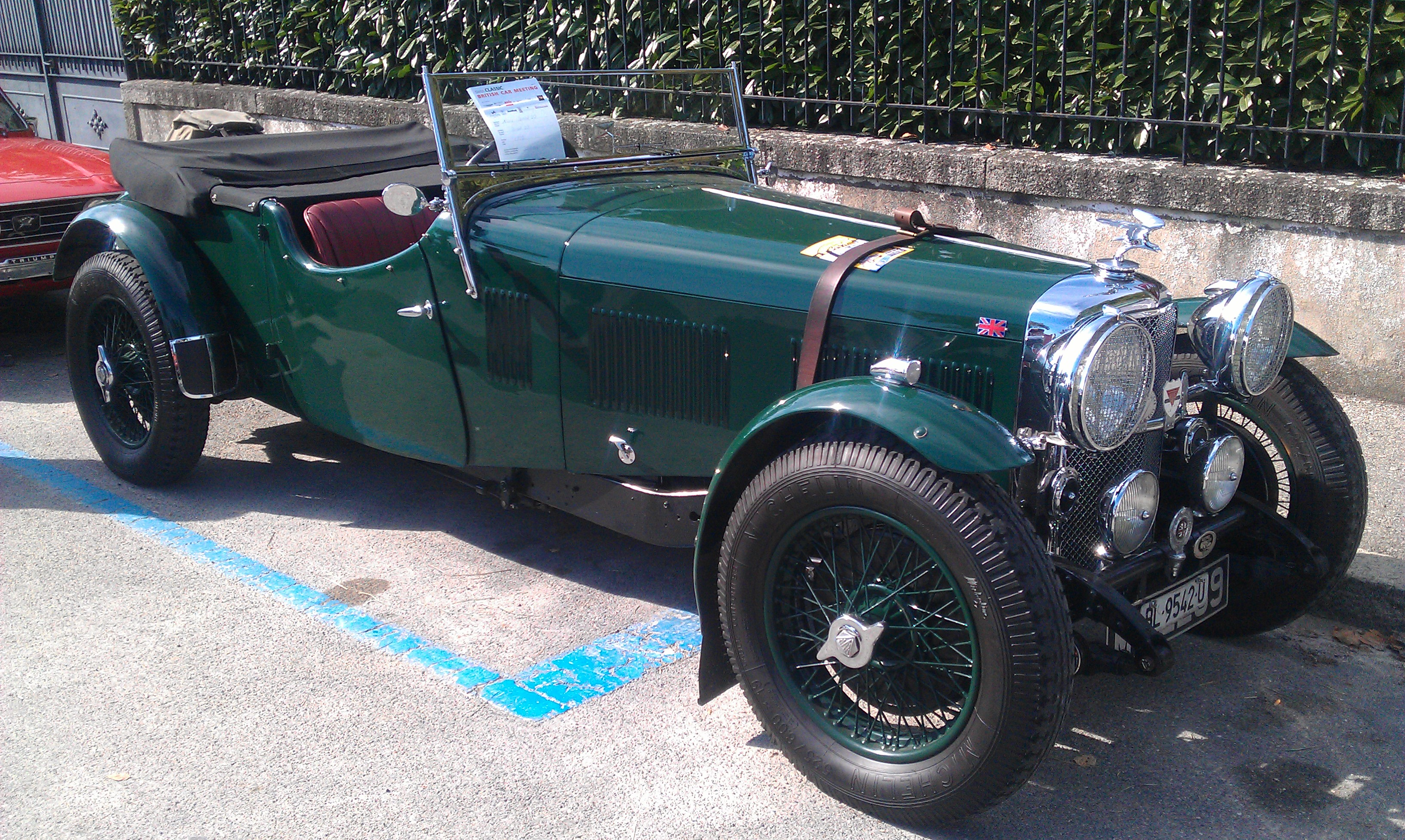
Alvis Speed 20 SA Tourenwagen (1932)
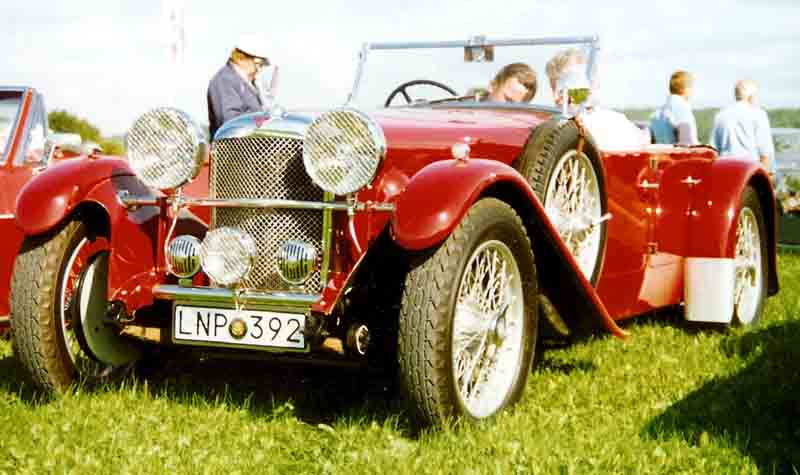
Alvis Speed 20 SA Tourenwagen (1932)
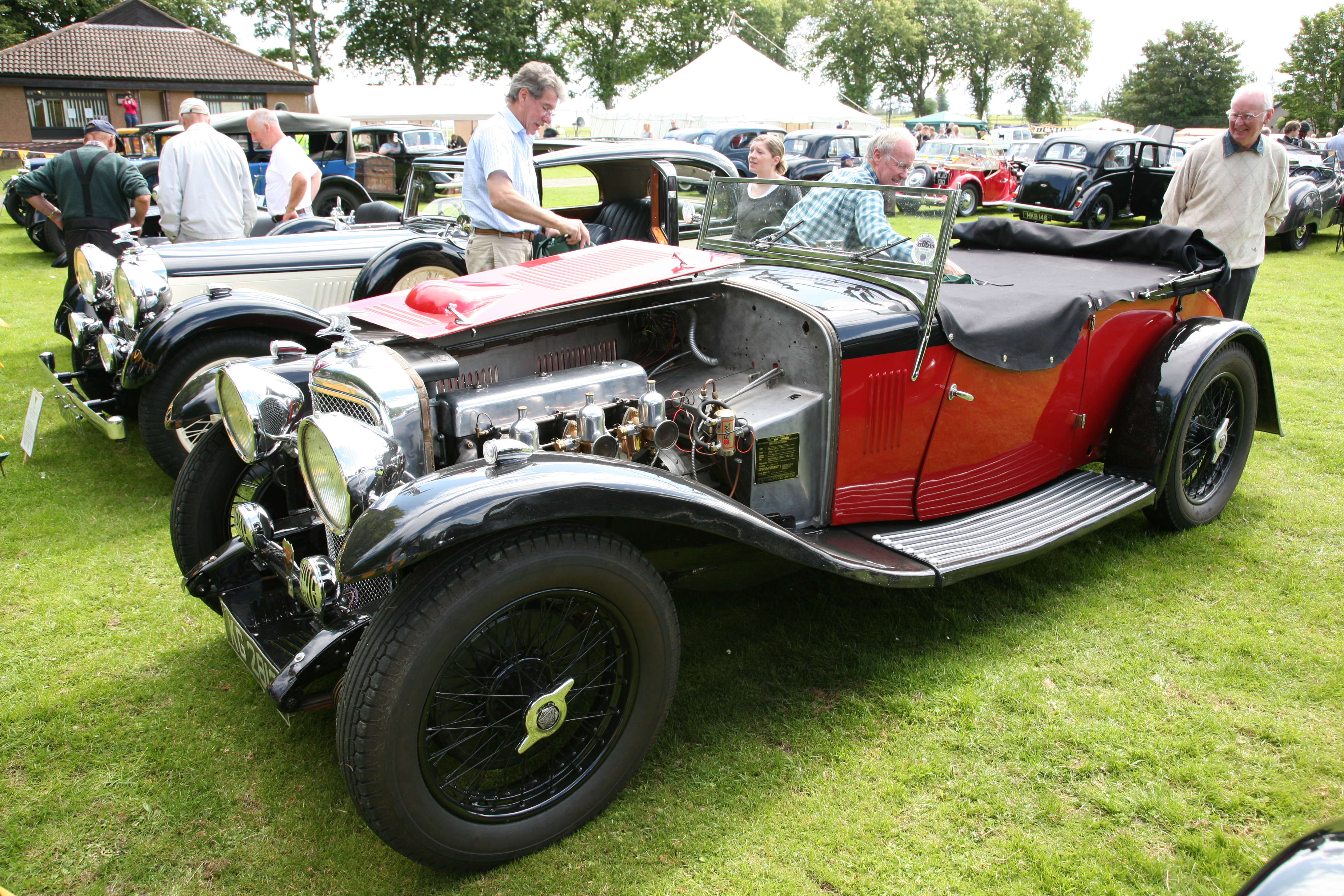
Alvis Speed 20 SA Tourenwagen (1933)
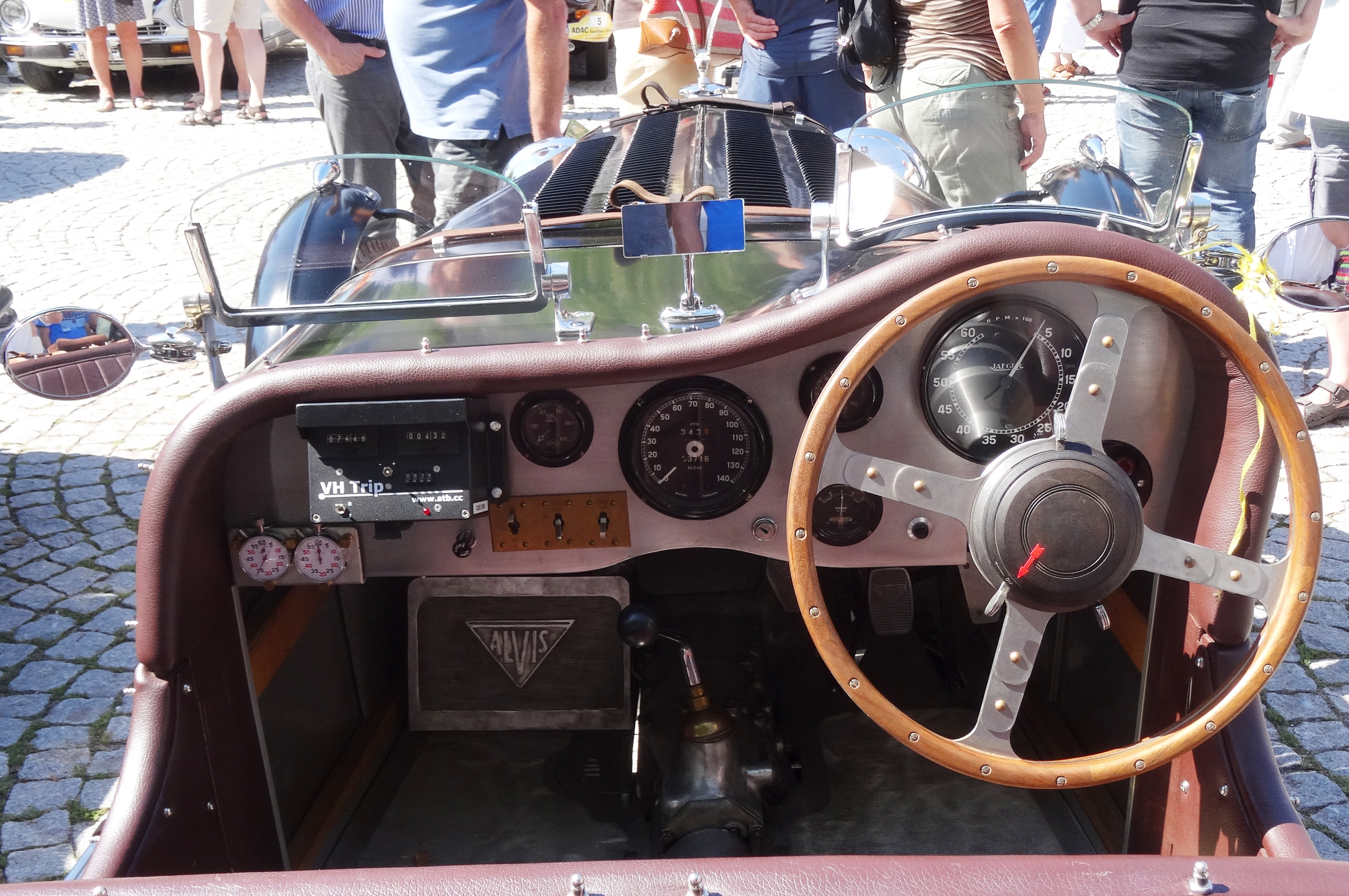
Alvis Speed 20 SA Tourenwagen: Cockpit

### Speed 20 SB
Der Speed 20 SB wurde 1933 auf der London Motor Show vorgestellt und verfügte über ein neues Fahrgestell. Bei gleichem Radstand, gleicher Spurweite und gleicher Breite wie der Vorgänger waren die Fahrzeuge mit 4572 mm deutlich länger. Vorne besaßen die Wagen Einzelradaufhängung an einer Querblattfeder. Der Motor wurde vom SA unverändert übernommen, aber das Getriebe wurde im kleinsten Gang synchronisiert und separat vom Motor eingebaut. Vier am Rahmen befestigte Wagenheber wurden serienmäßig geliefert.
Wie beim SA gab es viele unterschiedliche Karosserien für den SB. Große Lucas-P100-Scheinwerfer mit 305 mm Durchmesser ließen die Wagen sportlich aussehen.

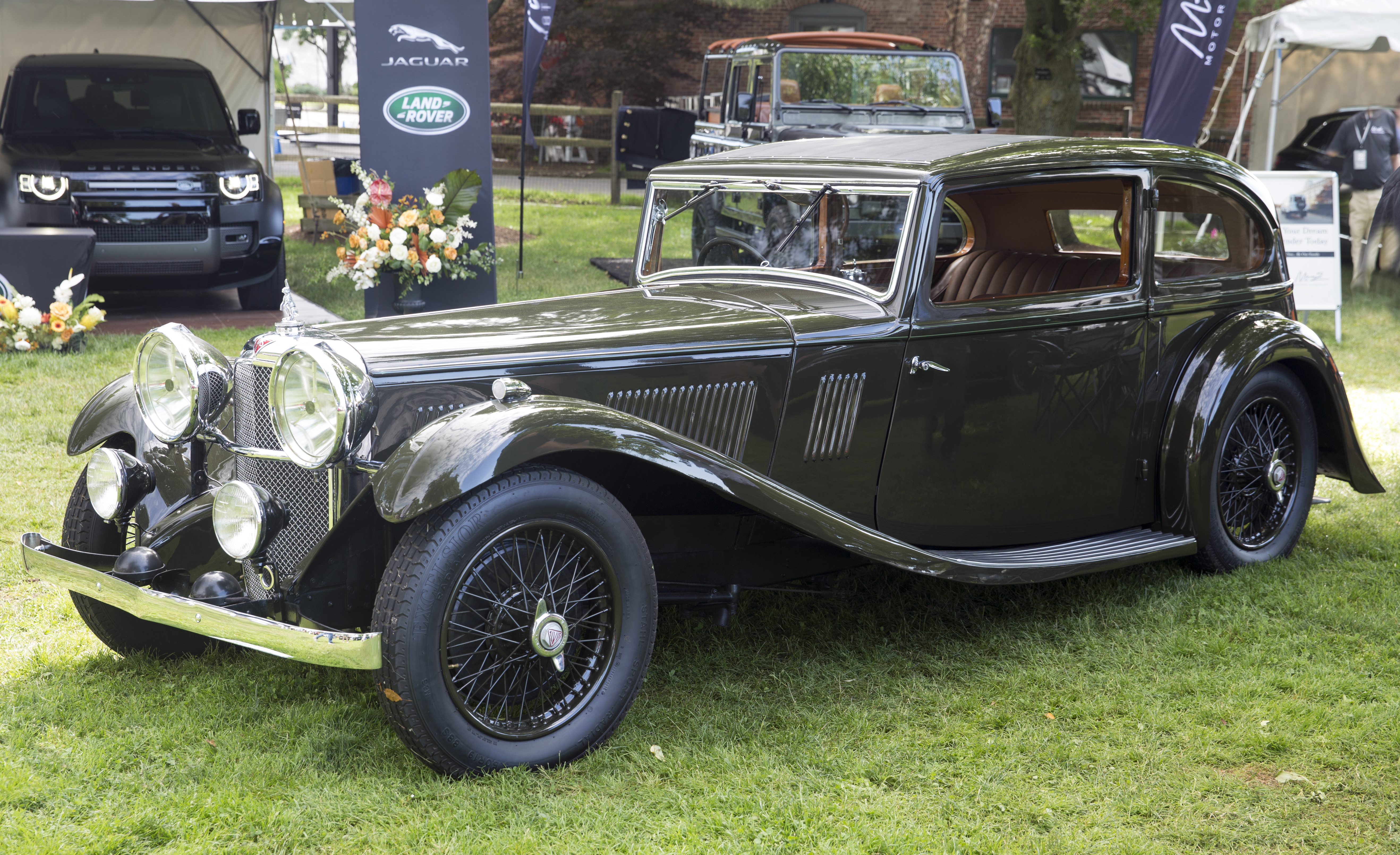
Alvis Speed 20 SB "flat-back" 2-door saloon von Vanden Plas
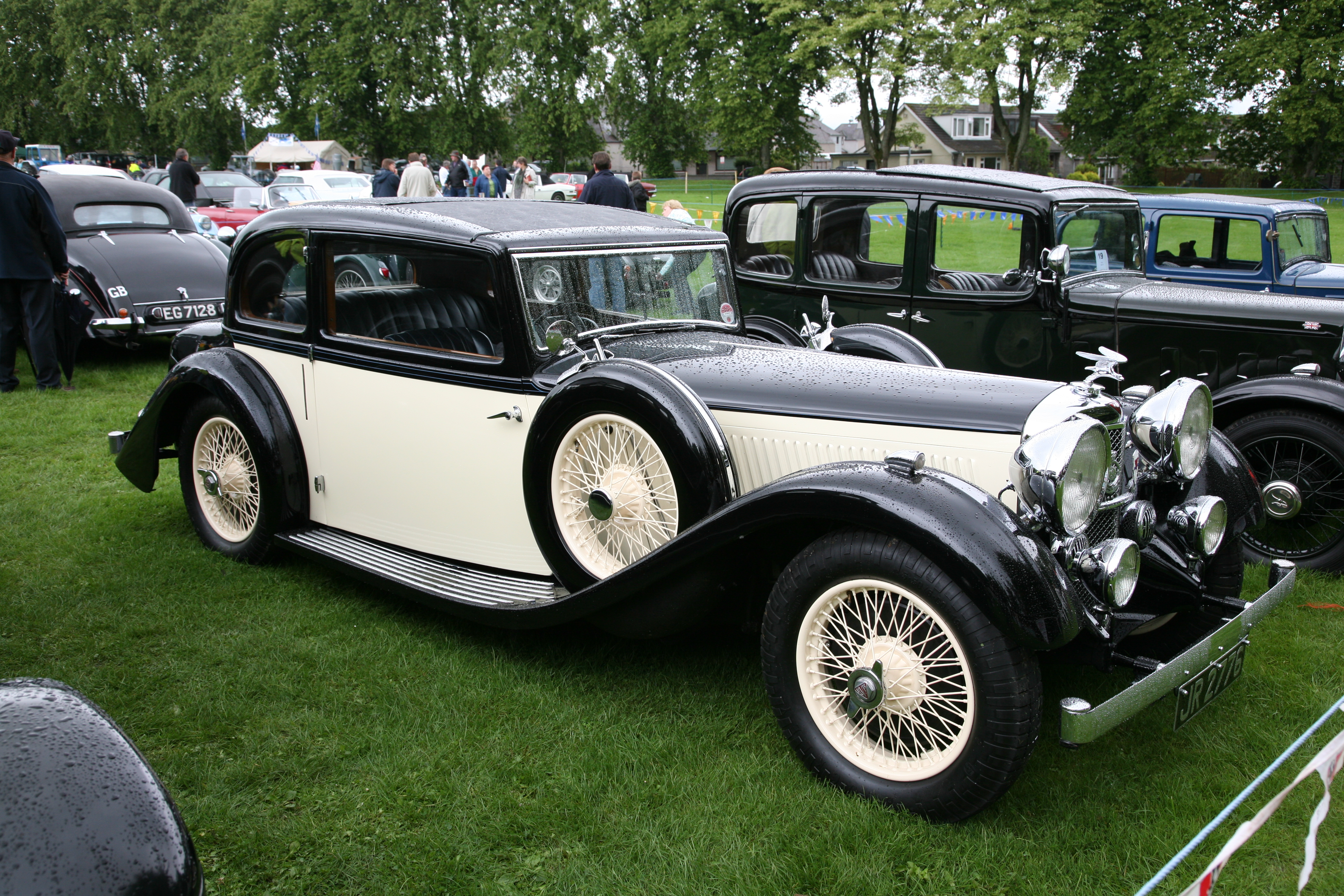
Alvis Speed 20 SB Limousine von Vanden Plas

### Speed 20 SC
Der 1935 vorgestellte Speed 20 SC hatte einen Motor mit auf 2762 cm³ vergrößertem Hubraum. Der Kolbenhub war auf 110 mm gewachsen. Die Motorleistung blieb gleich, wurde aber erst bei 4380/min. erreicht. Die komplizierte Lenkmechanik wurde modifiziert und die Dämpfung an den Vorderrädern verbessert. Es gab zwei elektrische Kraftstoffpumpen. Das Fahrgestell mit auf 3150 mm verlängertem Radstand wurde hinten durch seitliche Verstrebungen über und unter der Hinterachse verstärkt.

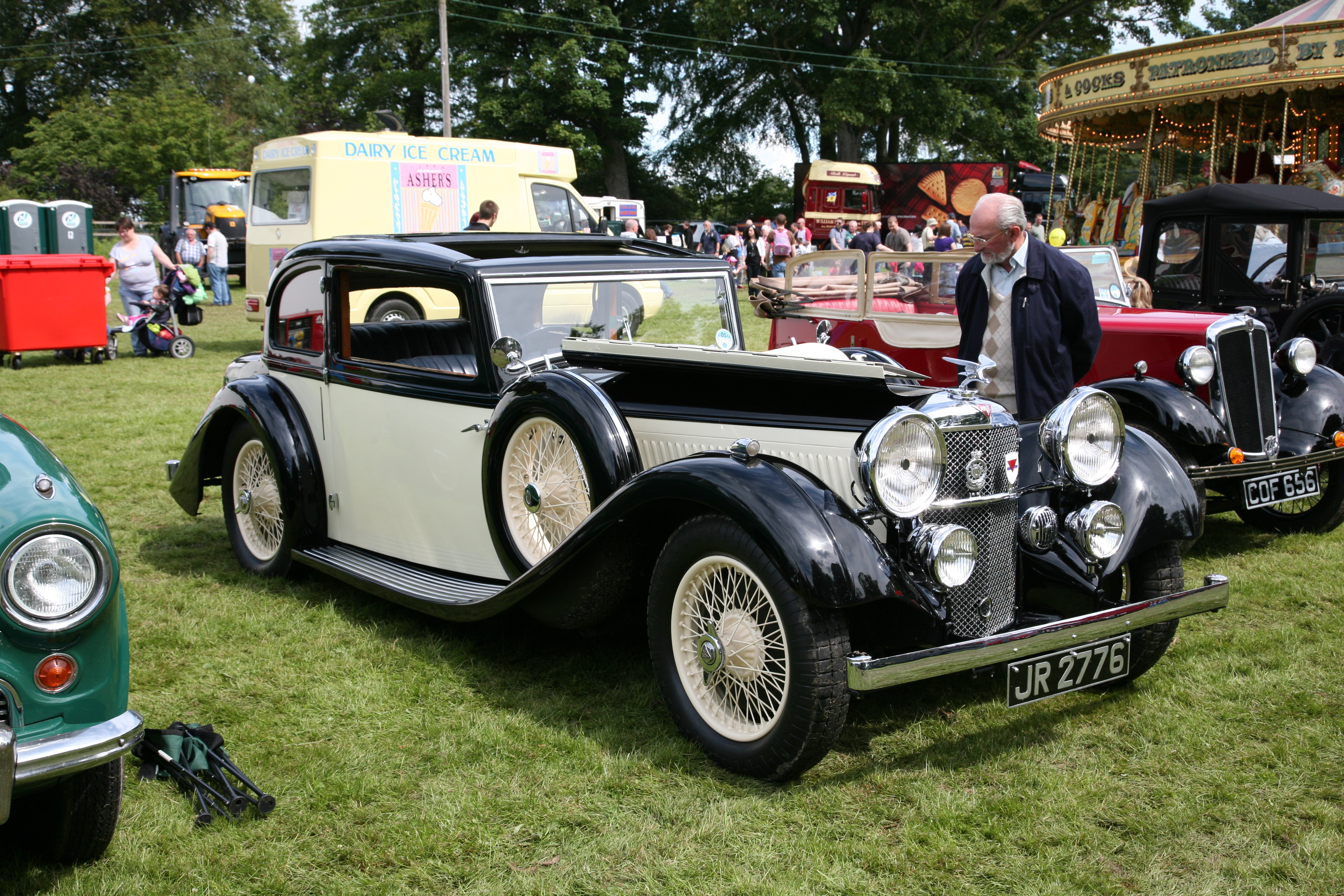
Alvis Speed 20 SC Coupé von Vanden Plas (1934)
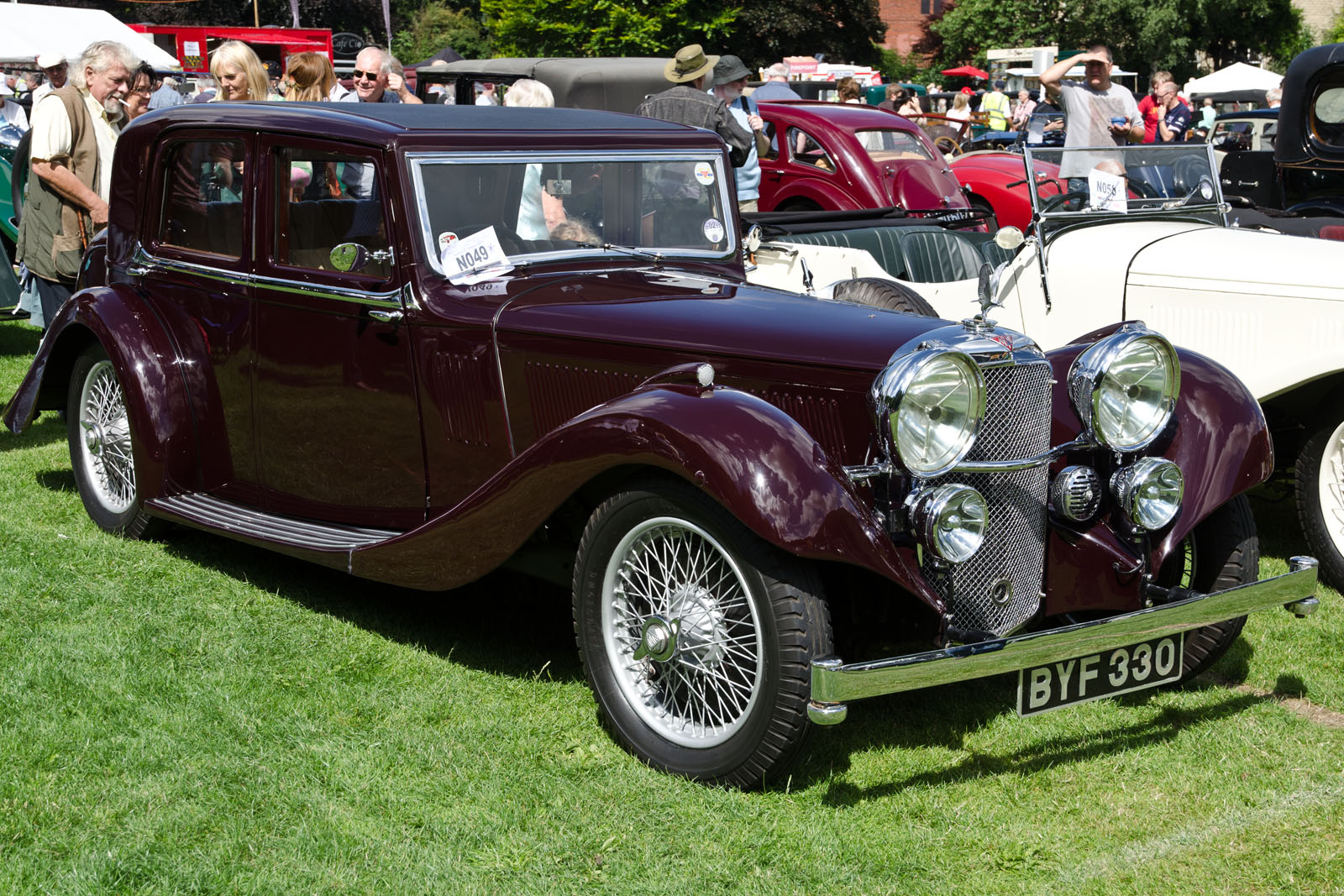
Alvis Speed 20 SC Sportlimousine von Mayfair (1935)
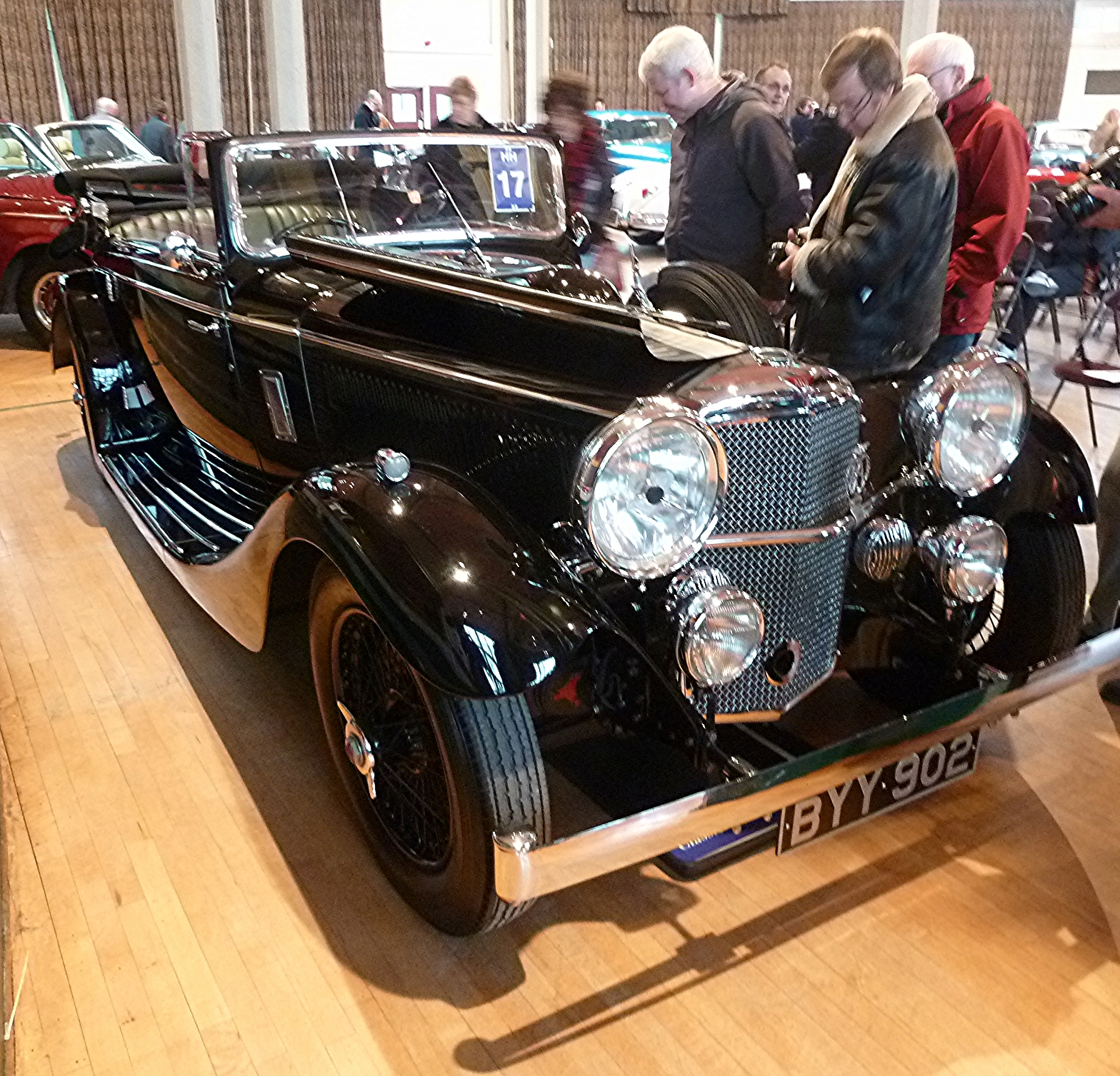
Alvis Speed 20 SC Cabriolet von Lancefield

### Speed 20 SD
Die in den Jahren 1935 und 1936 gebaute Variante SD ähnelte dem SC stark, hatte aber größere Benzintanks. Außerdem gab es auf Wunsch ein Fahrgestell mit 3302 mm Radstand.

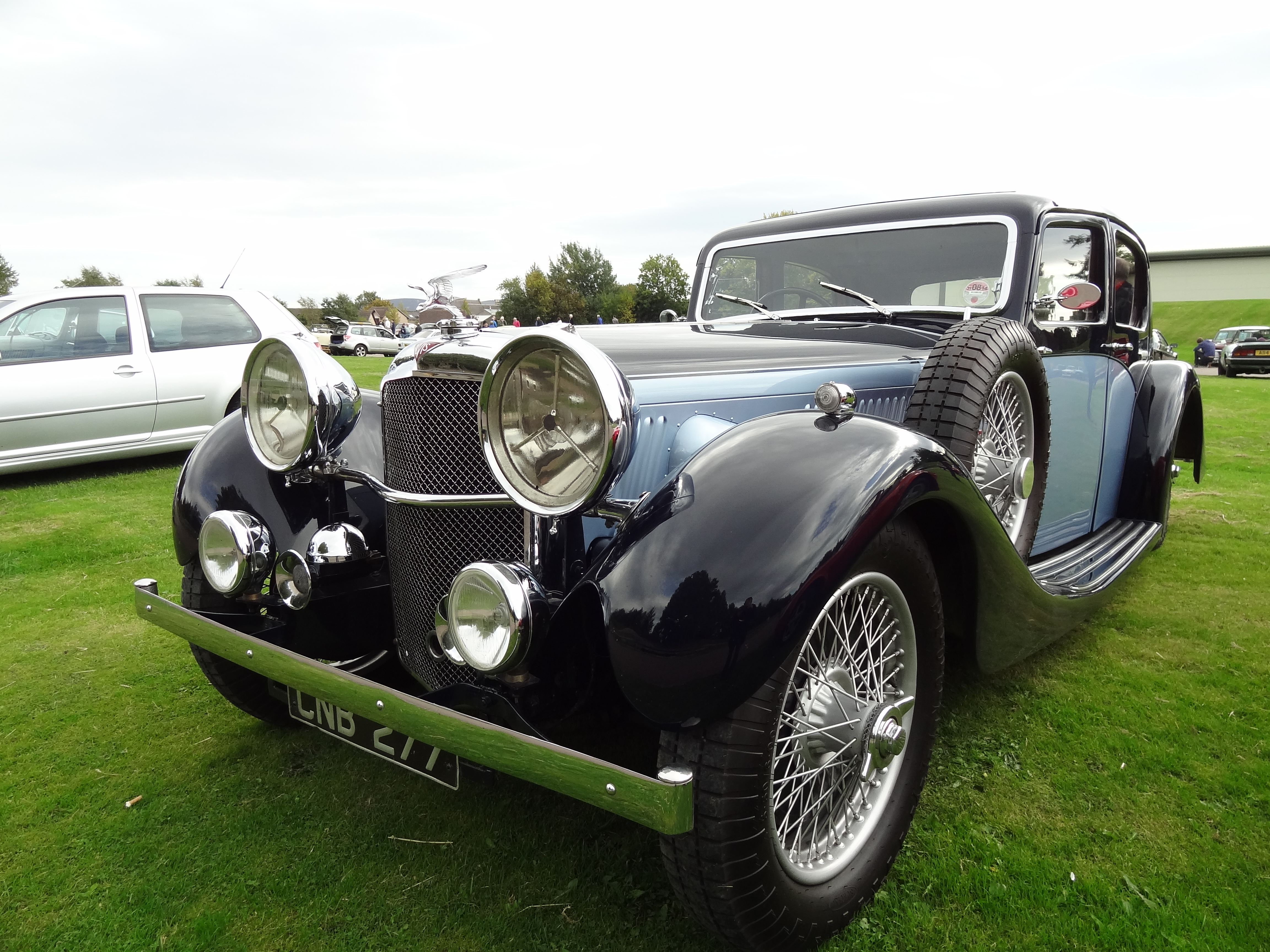
Alvis Speed 20 SD Sportlimousine von Lancefield (1936)
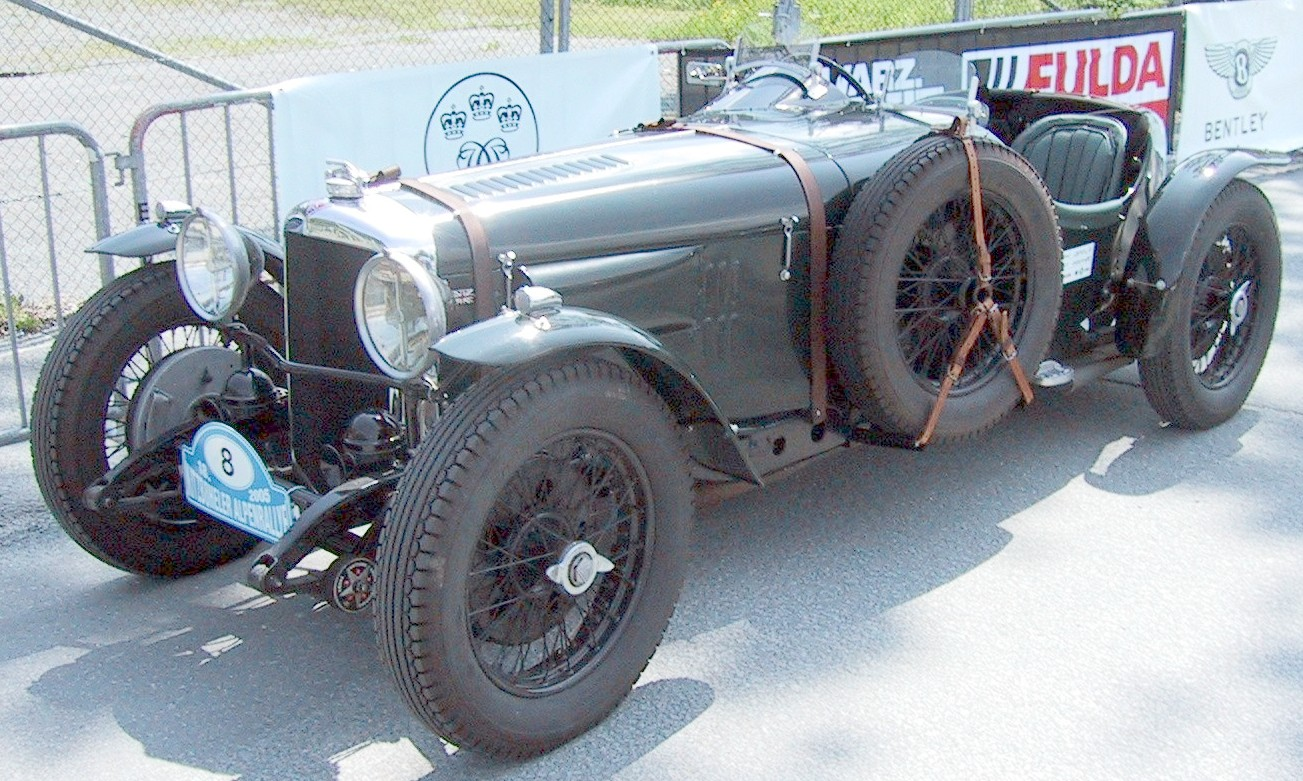
Alvis Speed 20 SD als offener Zweisitzer (1936)
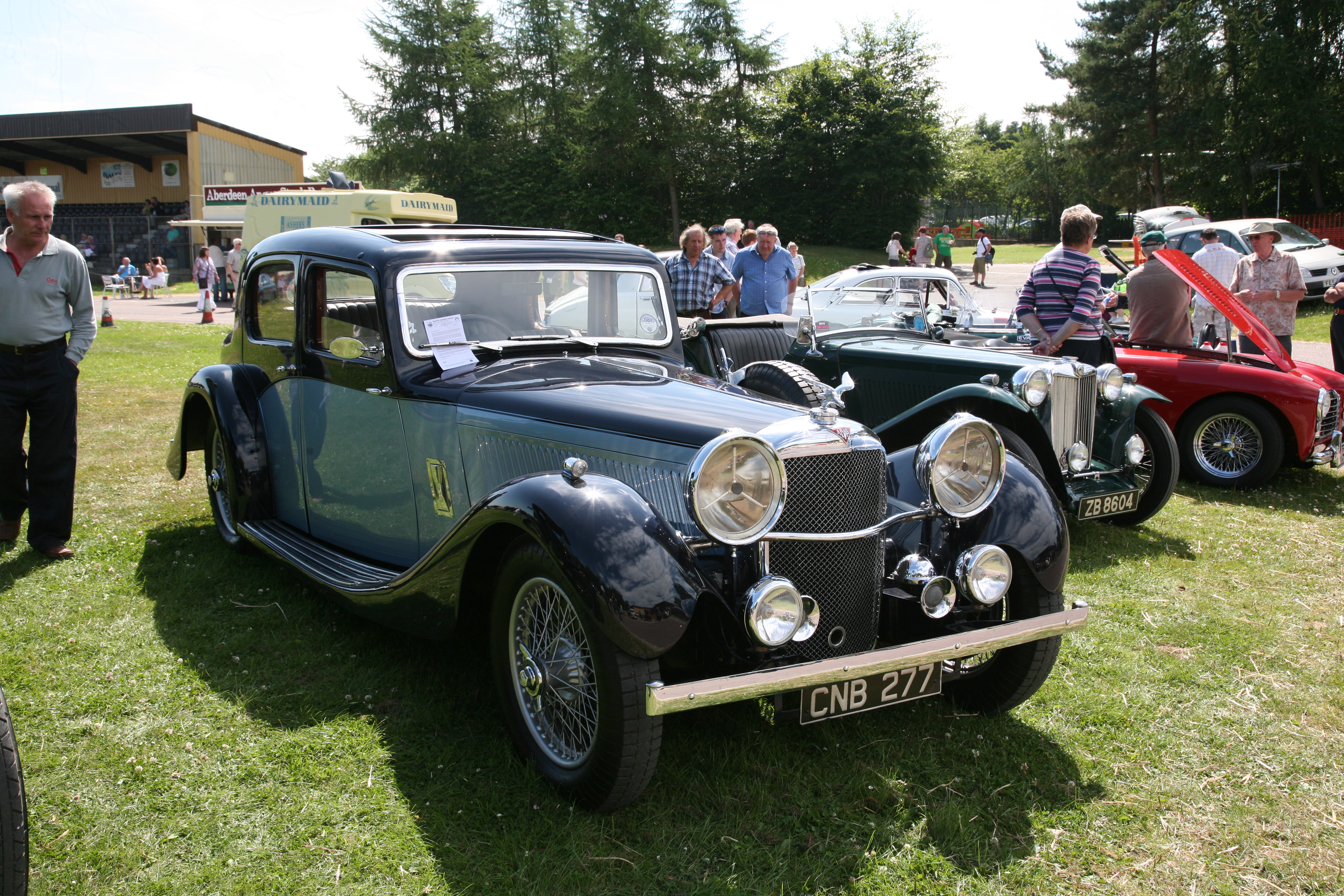
Alvis Speed 20 SD Sportlimousine (1936)

## Ablösung
Wie bei vielen Automobilen dieser Zeit wurden die Aufbauten nach und nach luxuriöser und damit auch schwerer. Daher stellte man dem Speed 20 im Jahre 1935 den 3½  litre zur Seite und löste 1936 beide durch den Speed 25 ab. Insgesamt entstanden in fünf Jahren 1165 Exemplare.